# ニュージーランド・ポンド
ニュージーランド・ポンド（New Zealand Pound）は1840年から1967年までニュージーランドの他、クック諸島、トケラウ、ニウエ、ピトケアン諸島で用いられていた旧通貨単位。NZP、NZ£などとも略される。
当時のイギリスポンド同様、補助単位は1ポンド=20シリング、1シリング=12ペンスであった。
当初は複数の商業銀行が紙幣を発行していたが、1934年に中央銀行としてニュージーランド準備銀行が新たに設立され、同行が一手に紙幣を発行することとなった。
初版のニュージーランド準備銀行紙幣は、10シリング、1ポンド、5ポンド、50ポンド札であった。これらにはすべて第2代マオリ王であったタウィアオの肖像が描かれた。1940年には、10ポンド札を追加し、肖像をすべてジェームズ・クックとする第2版が発行された。この第2版はNZポンドの通用終了まで発行され続けた。
1967年にニュージーランド・ドル（=100セント）との切り替えが行われ、1NZポンド→2NZドルのレートで引き換えられた。この引き換えは2016年現在でもニュージーランド準備銀行本店で受け付けられている。